# Jerzy Sadek
Jerzy Mirosław Sadek (Radomsko, 13 januari 1942 – Żyrardów, 4 november 2015) was een Pools profvoetballer.
Sadek speelde vanaf het seizoen 1962/63 in het eerste team van ŁKS Łódź. Hij kwam 18 keer uit voor het nationale elftal van Polen, waarvoor hij zes keer doel trof. In de jaren zeventig speelde de aanvaller in Nederland bij Sparta (1972–1973) en Haarlem (1973–1976). Met die laatste club degradeerde hij in 1975, maar een jaar later werd hij kampioen van de eerste divisie. Na het kampioenschap keerde Sadek terug naar zijn geboorteland Polen waar hij nog twee jaar bij ŁKS Łódź speelde.